# Вицке, Лука
Лука Вицке (нем. Luca Witzke; род. 3 апреля 1999, Германия) — немецкий гандболист, выступает за гандбольный клуб «Лейпциг» и сборную Германии по гандболу. Серебряный призёр летних Олимпийских игр 2024 года.

## Карьера

### Клубная
Вицке в 2016 году присоединился к немецкому гандбольному клубу «Эссен». С сезона 2017/18 годов играл за команду второго дивизиона клуба. В сезоне 2018/19 годов забил 98 голов за Эссен.
Летом 2019 года перешел в «Лейпциг» команду Бундеслиги. С 2025 года будет играть в ещё одной команде немецкого чемпионата «Фленсбург-Хандевитт».

### Международная карьера в сборной
Дебютировал за первую сборную Германии 5 ноября 2021 года в матче против Португалии.
Успел сыграть два матча на чемпионате Европы 2022 года, прежде чем была выявлена коронавирусная инфекция, которая не позволила Луке продолжить турнир.
На чемпионате мира 2023 года в составе сборной занял 5-е место, забил 20 голов.
В августе 2024 года принимал участие в летних Олимпийских играх. Сборная Германии уступила в финале сборной Дании 26:39 и игроки сборной стали серебряными призёрами Олимпиады.